# Вейкбординг

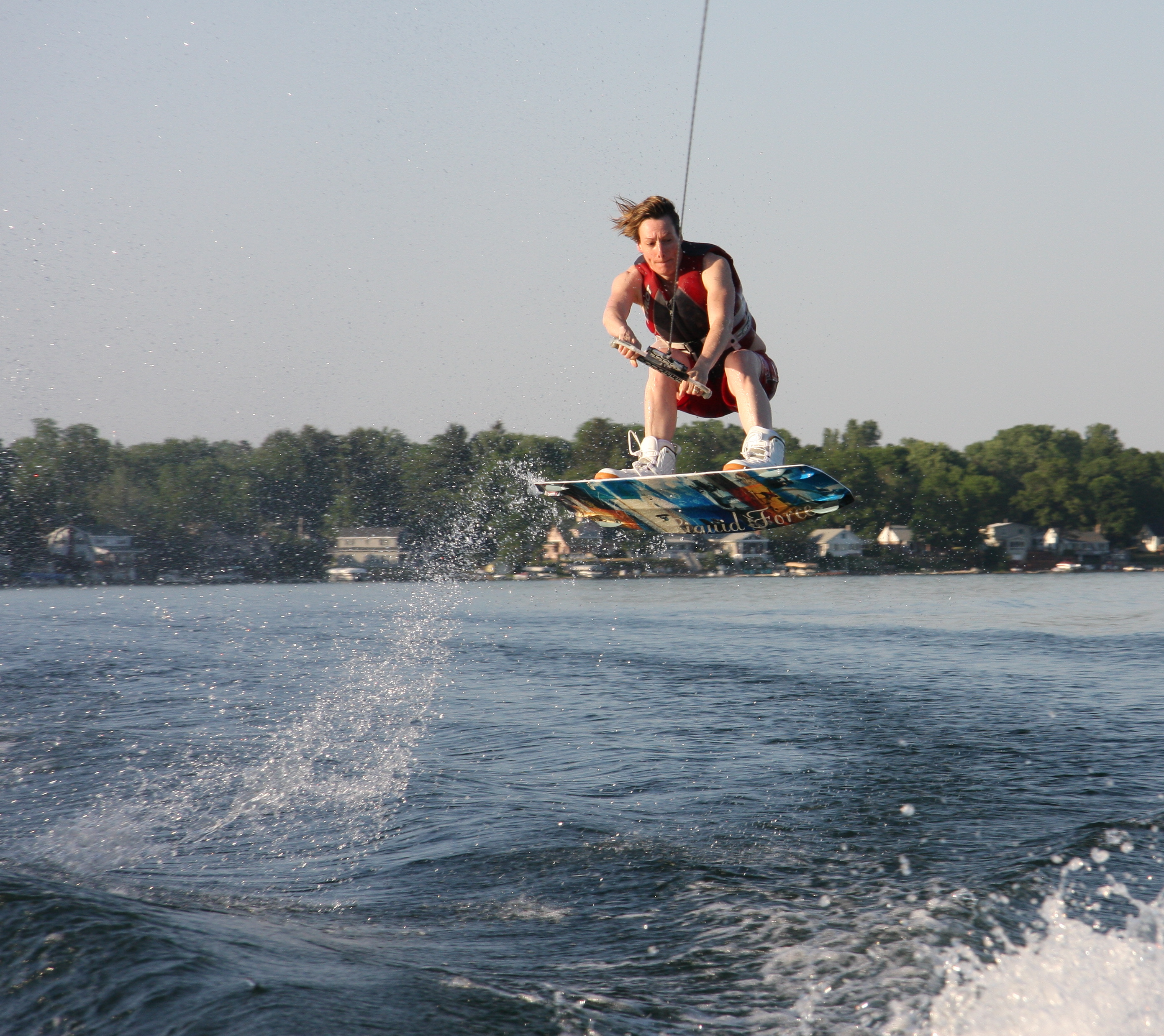
Вейкбордист

Вейкборди́нг (англ. wakeboarding, від to wake — «будити», «збуджувати» + board — «дошка») — комбінація серфінгу, сноубордингу, скейтбордингу і водних лиж. Катер буксирує рейдера, який знаходиться на короткій та широкій дошці. Рухаючи на швидкості 30-40 км/год з додатковим баластом на борті, катер залишає за собою хвилю, яку райдер використовує як трамплін. У стрибку вейкбордист виконує різноманітні трюки. Для занять вейкбордингом потрібні: вейкборд, рятувальний жилет, гідрокостюм.

## Історія
Особливо динамічно вейкбординг став розвиватися на початку 90-х років. Він зробив революцію у водному спорті так само, як у свій час сноуборд у гірських лижах. Із захоплення невеликої групи ентузіастів він перетворився в популярний спорт зі своєю філософією і культурою. Безліч трюків прийшли у вейкбординг із родинних «дошкових» видів спорту — сноубордингу, скейтбордингу. Все що потрібно — просто поміняти дошку. Своє коріння вейкбординг має від серфінгу, бо саме серфінгісти з Австралії та Америки започаткували цей спорт. Вони займалися розвитком та рекламою цього нового спорту, розробкою дощок, а також вигадували техніку катання на цих дошках. Спочатку дошки були більш схожі на серф, і лише через декілька років вони перетворилися на справжній вейкборд. Чималий внесок у розробку дощок вніс Херб О'Браєн, який створив так звану пресовану дошку. Джимі Редмон розробив сучасний вигляд дошки та заснував WWA (Wake World Association) — найвідомішу організацію вейкбордистів у світі. Зараз Джиммі називають Гуру. Найбільший розвиток цей спорт має у Сполучених Штатах, особливо у штаті Флорида.
Найвідоміші атлети: Дарін Шапіро, Шон Мюррей, Паркс Боніфей, Філ Совєн, Расті Маліноскі, Далас Фрайдей та Ємілі Копеленд-Дюрхем.
Послідовним розвитком вейкбордингу є вейксерфінг та вейкскейт.
Займатися вейкбордингом краще на малих річках та озерах, оскільки вони мають найкращі умови як для гладкої води. Також цей спорт потребує потужного буксира з баштою та системою баласту. Останнім часом використовують різноманітні трампліни та слайдери для розвитку видовищності спорту, а також трос як буксировочну тягу.

## Вейкбординг в Україні
Вейкбординг в Україні з'явився наприкінці 90-х років і наразі є визнаним державою як спорт. Хоча вейкбординг в Україні тільки-но почав розвиватися, Україна приймала декілька змагань із цього виду спорту світового рівня.
Спробувати заняття вейкбордингом можна у Києві, Харкові, Дніпрі, Полтаві, Львові та морському узбережжі. У селі Малодолинське біля Чорноморська знаходиться вейкпарк, інклюзивний для людей з інвалідністю.